# Oresbius mucronatus
Oresbius mucronatus là một loài tò vò trong họ Ichneumonidae.